# Émigration suédoise aux États-Unis
Vous lisez un « bon article » labellisé en 2014.
Au cours de l'émigration suédoise vers les États-Unis aux XIXe et XXe siècles, environ 1,3 million de Suédois quittèrent leur pays pour rejoindre les États-Unis. Les principales causes de départ furent la possibilité de bénéficier de terres agricoles arables à bas coût dans le Midwest, ainsi que d'emplois bien rémunérés dans les usines d'industrie lourde de Chicago, Minneapolis ou Worcester.
L'accroissement de la population en Suède poussa également beaucoup de Suédois à quitter leur terre natale. Dans les premiers moments de l'émigration, les mauvaises récoltes et le désir d'échapper au joug de l'Église luthérienne de Suède jouèrent également un rôle dans le processus. Beaucoup de migrants rejoignirent en réalité leur famille qui leur recommandait de venir et leur envoyait de l'argent pour le voyage. Durant la période d'immigration massive qui débuta dans les années 1870, la démocratisation progressive des moyens de transport transatlantiques explique aussi grandement le phénomène.
L'émigration suédoise atteignit un sommet au cours de la période 1870-1900. En 1890, le recensement américain indique que la population d'origine suédoise grimpa à 800 000 personnes. Beaucoup d'entre eux étaient des fermiers, cultivant les prairies des Grandes Plaines, tandis que les autres vivaient en ville, en particulier à Chicago. Les jeunes Suédoises, qui travaillaient auparavant dans les champs des campagnes, devinrent généralement servantes et les jeunes Suédois, ouvriers. Beaucoup de Suédois installés aux États-Unis visitèrent plus tard leur pays d'origine et leurs écrits permettent de comprendre les différences de coutumes entre les deux pays à cette époque. Certains firent même le voyage retour à la fin de leur vie pour y passer leurs derniers jours.
Après un creux dans les années 1890, l'émigration bondit à nouveau, engendrant un problème démographique en Suède. À ce moment, l'économie suédoise s'était développée considérablement, mais les salaires plus élevés aux États-Unis rendaient le Nouveau Monde toujours plus attractif. Une commission parlementaire d'émigration globale fut créée en 1907 en Suède pour étudier ce problème. Elle recommanda des réformes sociales et économiques pour réduire l'émigration en « important le meilleur des États-Unis en Suède ». Les propositions principales furent l'introduction du suffrage universel masculin et d'une éducation populaire généralisée, la stimulation du développement économique, ainsi que la construction de logements de meilleure qualité.
Les effets de ces mesures sur l'émigration sont difficiles à évaluer car la Première Guerre mondiale éclata l'année suivant le dernier rapport de la Commission, réduisant simplement et drastiquement le départ des populations depuis l'Europe. L'émigration massive des Suédois vers les États-Unis s'acheva finalement au cours des années 1920.

## Le rêve américain en Suède

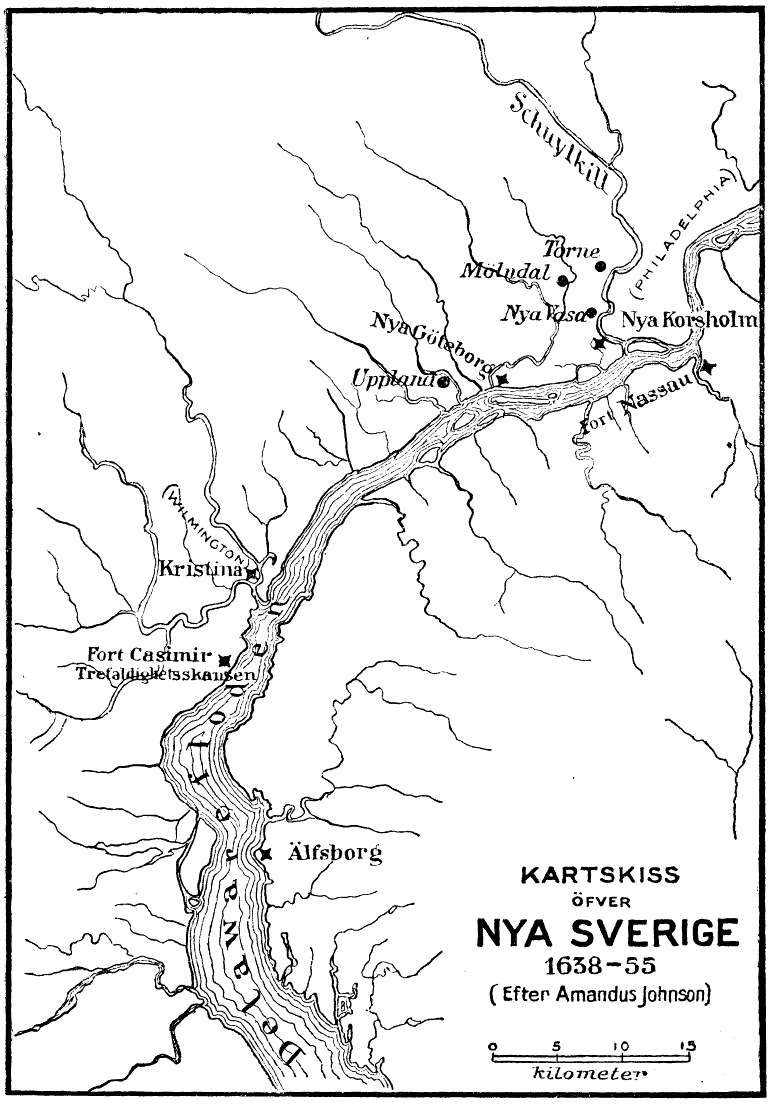
La Nouvelle-Suède en 1650.

La Compagnie du Sud établit une colonie à proximité du fleuve Delaware dès 1638 : la Nouvelle-Suède. C'était une petite colonie abritant une population de 600 colons suédois et finnois tout au plus (la Finlande faisait alors partie du royaume de Suède), qui fut annexée à la Nouvelle-Néerlande en 1655. Cependant, les descendants des colons continuèrent à parler suédois jusqu'à la fin du XVIIIe siècle.
L'historien H. A. Barton suggère que la conséquence la plus notable de la création de la Nouvelle-Suède fut l'intérêt profond et durable que l'Amérique suscita en Suède durant les siècles suivants. Le Nouveau Monde était alors vu comme le porte-étendard du libéralisme et des libertés individuelles, et devint un idéal pour les Suédois libéraux. Leur admiration pour les États-Unis s'associa à l'idée d'un âge d'or scandinave perdu et de ses idéaux nordiques. Supposées corrompues par les influences extérieures, les valeurs suédoises de jadis pourraient selon eux être recouvrées en Amérique. Cet idéal resta fondamental pour les Suédois et les Suédo-Américains.
Au cours des XVIIe et XVIIIe siècles, les Suédois aspirant à la liberté religieuse voyaient dans l'Amérique le symbole même de cet idéal. Cet imaginaire engloba la liberté politique au XIXe siècle alors que les citoyens libéraux de la société de castes suédoise regardaient avec admiration le républicanisme américain et ses droits civiques. Au début du XXe siècle, le rêve américain suédois embrassa même l'idéal de l'État-providence, qui offrait à leurs yeux le bien-être à tous ses citoyens.
L'idéal américain en Suède resta toutefois surtout théorique jusqu'au XIXe siècle, car peu de Suédois avaient émigré vers le Nouveau Monde. L'émigration était en effet illégale car la population était vue par les classes dominantes comme la richesse de la nation. Cependant, comme la population suédoise doubla entre 1750 et 1850, surpassant dès lors la croissance économique, on craignit les effets destructeurs d'une surpopulation tels que les avait exposés Thomas Malthus. Dans les années 1830, les lois contre l'émigration furent abrogées.

## AuXIXesiècle
Donald H. Akenson explique que les difficultés de vie en Suède avant 1867 produisirent certes un effet de répulsion important, mais beaucoup de Suédois n'envisageaient pas de partir par attachement à leur terre natale. Akenson avance que l'État souhaitait maintenir une population nombreuse sur son territoire :[Passage contradictoire]
« Le besoin d'une force de travail bon marché et abondante pour les classes supérieures, la volonté instinctive de l'Église de décourager l'émigration pour des raisons morales et sociales, ainsi que le respect des classes populaires vis-à-vis du pouvoir ancestral, faisaient de l'émigration l'objet d'une réticence culturelle ».

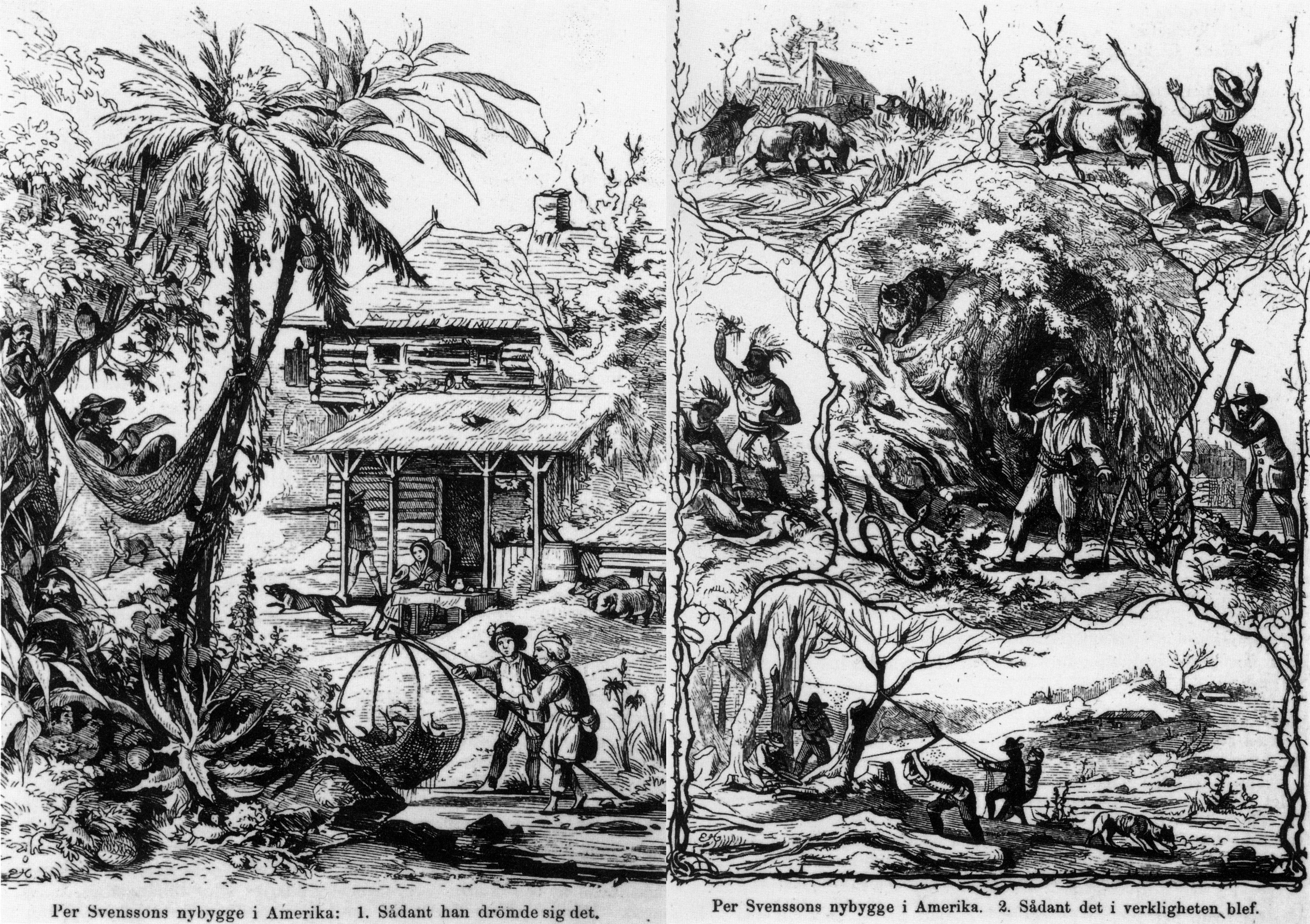
Propagande suédoise anti-émigration, représentant le rêve de Per Svensson de l'idéal américain (à gauche) et la réalité de sa vie dans l'étendue sauvage américaine, où il est menacé par un puma, un serpent ou un Amérindien scalpant et éventrant un homme,.

Quelques Suédois issus des classes déshéritées firent néanmoins exception et émigrèrent au début du XIXe siècle, ce qui participa à lever les préjugés parmi la population. Mais ce sont les sévères difficultés économiques qu'entraîna la Grande Privation de 1867 à 1869 (qui joua un rôle comparable à la Grande famine en Irlande deux décennies plus tôt) qui finirent par ouvrir en grand les vannes de l'émigration et créèrent même une « culture de l'émigration ».

### L'émigration massive européenne: attraction et répulsion
L'émigration européenne à grande échelle vers les États-Unis débuta dans les années 1840 en Grande-Bretagne, en Irlande et en Allemagne. Elle fut suivie après 1850 par une vague d'émigrés venue pour la plupart d'Europe du Nord, puis enfin d'Europe centrale et du Sud. Les études sur les facteurs de cette émigration de masse firent l'objet d'un débat chez les historiens. Une théorie a convaincu la plupart d'entre eux : l'analyse des facteurs d'attraction et de répulsion (« push and pull ») par Harry Jerome en 1926. Après une analyse exhaustive, il découvrit que les flux migratoires suivent les pulsations des conditions économiques aux États-Unis plutôt que celles de l'Europe. L'attraction vers l'Amérique est donc plus forte que la répulsion depuis le Vieux Continent. Les conclusions de Jerome ont été débattues, mais elles forment encore la base de la plupart des études sur le sujet,.
Une autre étude de Dorothy Swaine Thomas, qui se focalise sur l'émigration suédoise, en vient à la même conclusion : « De ces deux facteurs, c'est-à-dire l'attraction industrielle vers les États-Unis et la répulsion agricole depuis la Suède, le premier joua un rôle extrêmement important dans les flux de migration annuels des années 1870 jusqu'à la veille de la [Première Guerre mondiale] ».
Les motifs de l'émigration depuis les pays nordiques (Finlande, Suède, Norvège, Danemark et Islande) varient selon les pays. L'émigration de masse nordique débuta en Norvège, qui conserva le taux de départs le plus élevé durant tout le siècle. L'émigration suédoise, qui commença dans les années 1840, était la troisième plus importante de toute l'Europe, après celles de Norvège et d'Islande. Le Danemark connut, lui, des chiffres beaucoup moins élevés, et si le processus démarra plus tard en Islande, son flux de départs rattrapa rapidement celui de la Norvège. En Finlande en revanche, l'émigration massive se fit dans les années 1880, et en tant que partie de l'Empire russe à l'époque, elle est habituellement classée en Europe de l'Est dans les études.

### La traversée de l'Atlantique

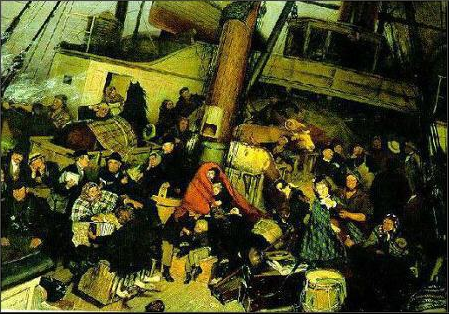
Les Émigrants de Knut Ekvall (1843-1912) représente la vision d'artiste de ce à quoi pouvait ressembler le voyage transatlantique au XIXe siècle. Date inconnue.

Si les premiers migrants européens voyageaient dans les cales des cargos, le transport transatlantique de passagers se démocratisa et gagna en efficacité à la fin des années 1860 grâce aux progrès techniques et à l'avènement des bateaux à vapeur. Ces derniers étaient des paquebots immenses appartenant à des compagnies maritimes internationales, en particulier Cunard Line, White Star et Inman. Leurs vitesses et leurs capacités rendirent rapidement les billets plus abordables. Depuis les ports suédois de Stockholm, Malmö et Göteborg, les compagnies de transport opéraient sur plusieurs routes maritimes, dont certaines avec des escales complexes qui rendaient le voyage long et éprouvant sur terre comme sur mer.
Ainsi, les agences de transport du Nord de l'Allemagne utilisaient la ligne régulière Stockholm-Lübeck pour emmener les émigrants suédois à Lübeck, d'où des trains les conduisaient à Hambourg et Brême. De là, des bateaux les transportaient vers les ports anglais de Southampton et Liverpool, avec enfin un dernier voyage sur les paquebots transatlantiques vers New York. La majeure partie des émigrants suédois voyageaient toutefois de Göteborg, en Suède, à Hull, en Angleterre, sur des bateaux de Wilson Line (en), puis par train jusqu'à Liverpool et enfin par paquebot jusqu'aux côtes américaines.
Durant la fin du XIXe siècle, les principales compagnies maritimes finançaient une large propagande pour inciter à l'émigration. Beaucoup de ces supports promotionnels, comme les tracts, étaient produits par les promoteurs de l'immigration au service de la propagande américaine. Cette publicité était décriée par les classes dirigeantes suédoises, qui s'inquiétaient de voir la force de travail agricole diminuer dans leur pays. Dans la Suède du XIXe siècle, la baisse de prix des billets et la propagande des compagnies de transport furent accusées d'inciter à l'émigration, mais les historiens contemporains ont des points de vue différents sur l'importance de ces facteurs dans les départs de population. Par exemple, Brattne et Åkerman ont étudié la campagne de propagande et la chute des prix comme possible troisième force s'ajoutant au phénomène d'attraction et de répulsion. Ils ont conclu qu'aucune des deux n'avait eu une influence décisive dans l'émigration suédoise. Alors que les compagnies restent encore réticentes à ouvrir leurs archives aux chercheurs, les sources disponibles suggèrent toutefois que si le prix des billets chuta réellement dans les années 1880, il resta en moyenne artificiellement élevé en raison de la fixation des prix et des cartels,,. D'un autre côté, H. A. Barton avance que le prix de la traversée transatlantique baissa radicalement entre 1865 et 1890, encourageant les Suédois les plus pauvres à émigrer. Pourtant, les études de Brattne et d'Åkerman démontrent que les tracts de propagande des compagnies de transport ne célébraient par spécialement les conditions de vie dans le Nouveau Monde, mais insistaient plutôt sur le confort et l'avantage des traversées sur leurs paquebots. Les récits de la vie en Amérique n'étaient pas enjolivés, et les conseils donnés aux émigrés restaient brefs et factuels. Les publicités des journaux, ce qui était courant à l'époque, avaient un contenu répétitif et stéréotypé.

### Moitié duXIXesiècle

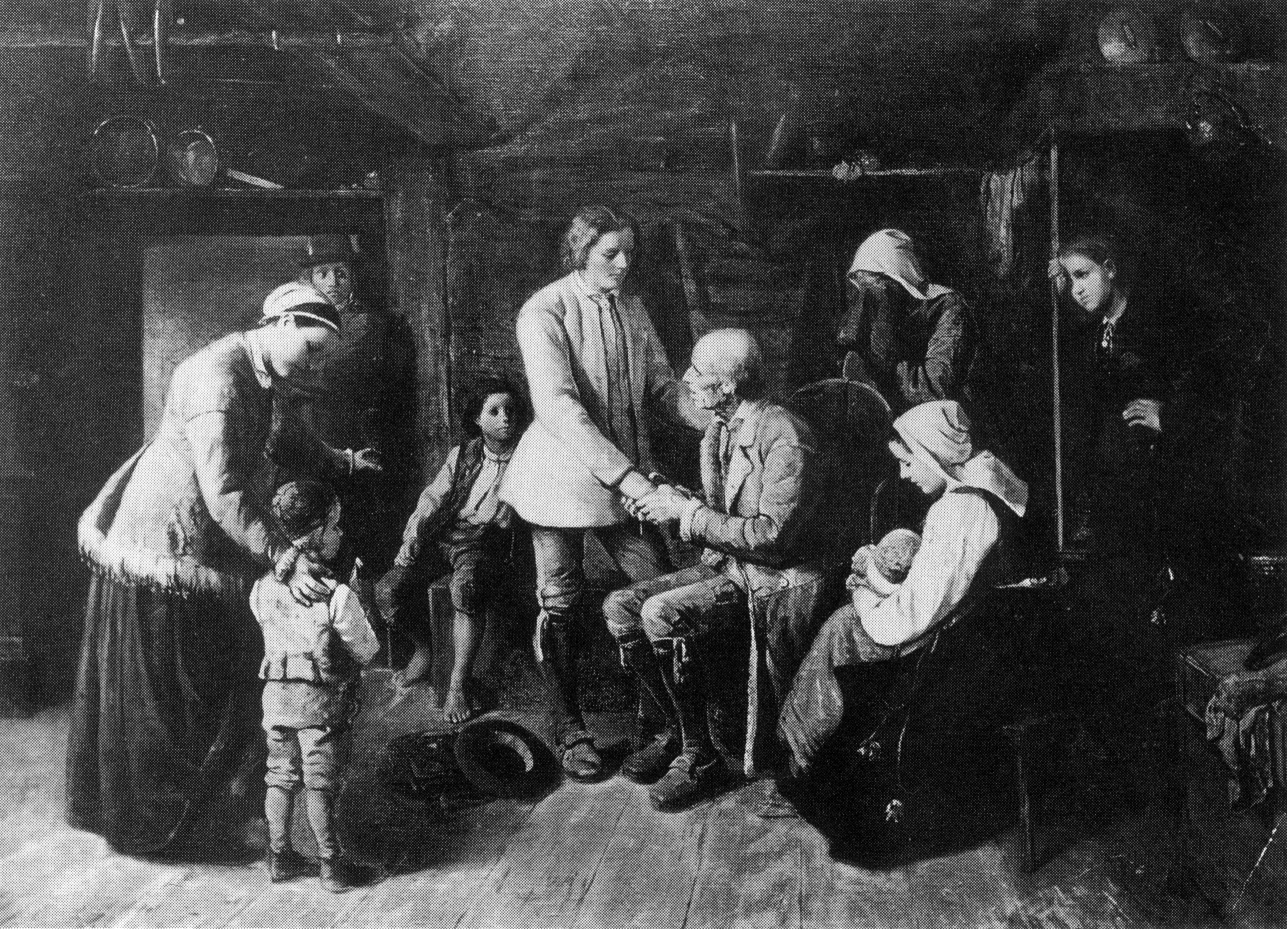
Les Émigrants de S. V. Helander (1839-1901). Un jeune fermier fait ses adieux à sa famille et ses amis.

L'émigration massive suédoise décolla au printemps de l'année 1841 avec le départ du diplômé de l'université d'Uppsala Gustaf Unonius avec sa femme et deux étudiants. Le petit groupe fonda une colonie qu'il nommèrent « New Upsala », aujourd'hui dans le Comté de Waukesha dans le Wisconsin. Ils commencèrent à défricher l'étendue sauvage, pleins d'enthousiasme pour l'idéal de la Nouvelle Frontière dans « l'une des plus belles vallées que le monde puisse offrir »,. Après son déménagement à Chicago, Unonius vit les États-Unis d'un œil moins ébloui. Mais son récit louant la vie simple et vertueuse de pionnier, publiée dans le journal libéral Aftonbladet en Suède, avait déjà convaincu des Suédois d'émigrer.
L'essor de l'exode suédois fut causé par les conditions économiques, politiques et religieuses touchant particulièrement la population rurale. L'Europe était alors frappée par une dépression économique. En Suède, la croissance démographique et les mauvaises récoltes successives rendaient la vie de plus en plus difficile dans les petites propriétés terriennes dont au moins les trois quarts des habitants dépendaient. Les conditions de vie dans les campagnes étaient particulièrement rébarbatives dans la province caillouteuse de Småland, qui devint rapidement la principale source d'émigration. La situation agricole du Midwest américain était à l'opposé. Unonius rapporte en 1842 que c'était « la région du monde approchant l'idéal que la Nature avait imaginé pour le bonheur et le confort de l'humanité ». Immense terre de prairies et de loams, le Mid-Ouest appartenait au gouvernement qui vendait les parcelles. En 1841, on pouvait acheter des terres à 1,25 $US l'acre (0,4 ha) (à comparer à 25 $US/acre, soit 72 $US/ha, en 2014) à la suite du Premption Act de 1841 (plus tard remplacé par le Homestead Act). Les propriétés bon marché et fertiles de l'Illinois, de l'Iowa, du Minnesota et du Wisconsin représentaient souvent un paradis pour les paysans pauvres sans terre d'Europe.
La liberté politique de la république américaine exerça une attractivité similaire. Les paysans suédois faisaient partie des plus lettrés d'Europe, et avaient eu accès aux idées radicales et égalitaristes des révolutions de 1848. Le conflit entre le libéralisme suédois et le régime monarchiste répressif engendra une prise de conscience politique parmi les déshérités, beaucoup d'entre eux regardant de plus en plus vers l'Atlantique pour espérer voir leurs idéaux républicains réalisés.
Les pratiquants d'une religion minoritaire ne supportaient également plus le traitement que leur réservait l'Église luthérienne de Suède. Les conflits entre les fidèles et les nouvelles églises étaient particulièrement explosifs à la campagne, où les groupes piétistes étaient les plus actifs. Avant que l'on ne garantisse la tolérance aux Églises non luthériennes avant 1809, les répressions des cultes illégaux provoquaient souvent le départ de groupes de piétistes dans le but de former leur communauté spirituelle dans le Nouveau-Monde. Le plus large contingent de fidèles de ces sectes fut constitué de 1 500 piétistes suivant Eric Jansson à la fin des années 1840 pour former une communauté de croyants à Bishop Hill dans l'Illinois.
Le premier guide de l'émigrant suédois fut publié dès 1841, l'année où Unonius partit, et neuf livrets similaires furent publiés entre 1849 et 1855. Des groupes importants de bûcherons et de mineurs furent recrutés directement en Suède par des agents d'entreprises américaines, à l'image d'ouvriers du bâtiment recrutés à partir de 1854 en Scandinavie au service de l'Illinois Central Railroad.
L'establishment suédois désapprouvait complètement l'émigration. Vue comme un dépérissement progressif de la force de travail et un acte de défiance des classes populaires, elle alarmait les autorités politiques et religieuses. Beaucoup de journaux de bord et de mémoires d'émigrants racontent des scènes au cours desquelles le clergé avertissait les voyageurs sur les risques qu'encouraient leurs âmes parmi les hérétiques étrangers. La presse conservatrice dénonçait les émigrants comme des anti-patriotes immoraux : « Aucun des ouvriers n'est aussi paresseux, immoral et indifférent que celui qui immigre (sic) ailleurs »,. L'émigration était dénoncée comme une « folie » ou une « mode », implantée dans une populace ignorante par les « agents étrangers ». La presse libérale répliquait que les « laquais de la monarchie » avaient échoué à prendre en considération les conditions misérables des campagnes suédoises et du retard des institutions politiques et économiques du pays,. « Oui, l'émigration est effectivement une « folie » », écrivait le journal libéral Göteborgs Handels-och Sjöfartstidning, « La folie de vouloir manger à sa faim après avoir durement travaillé ! La folie de vouloir subvenir à ses besoins et à ceux de sa famille dans l'honnêteté ! »,.

### Fin duXIXesiècle

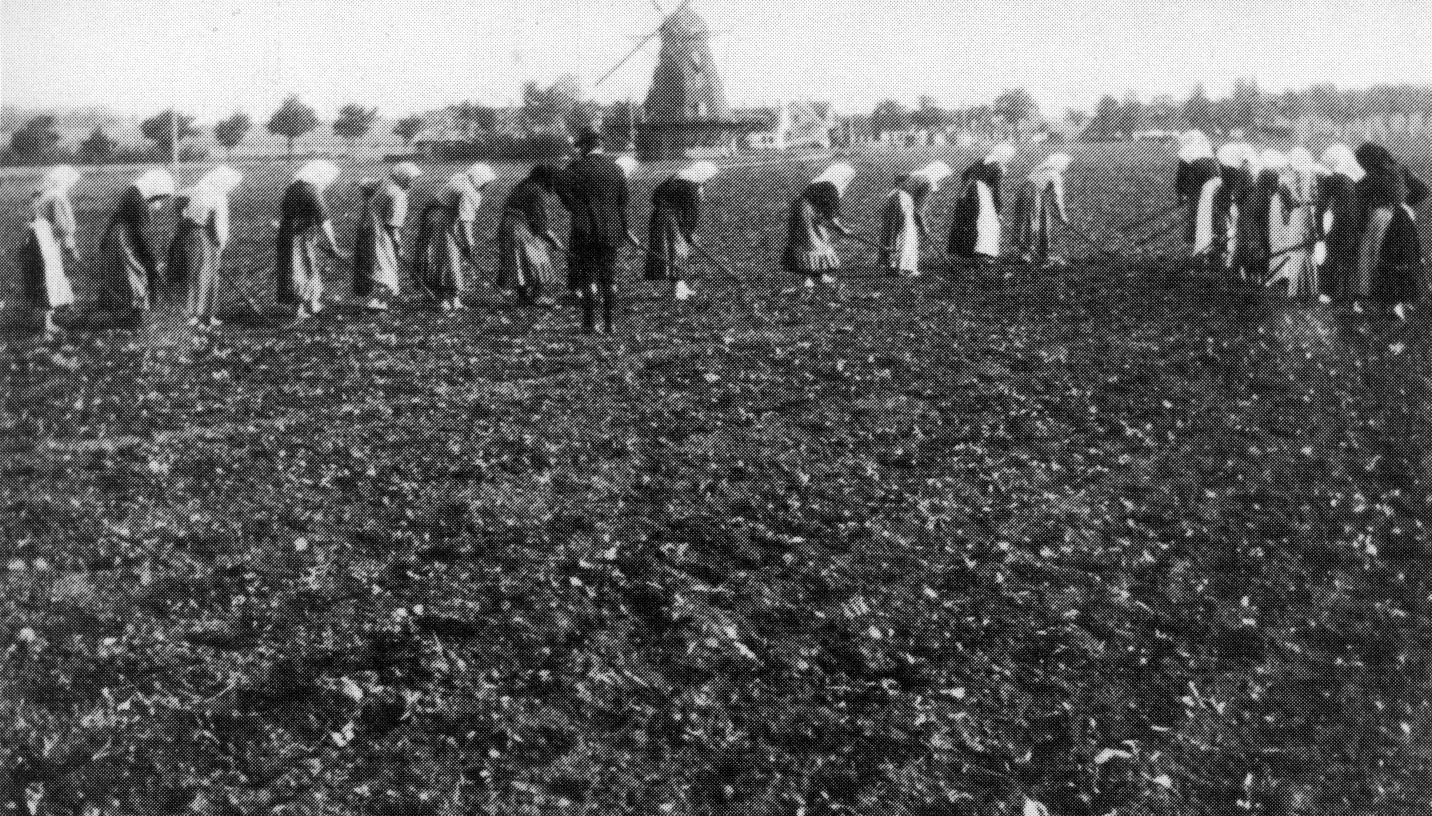
Travailleuses suédoises dans une plantation de betterave sucrière à la fin du XIX en Suède. La production de sucre dans la Suède du XIX n'était pas mécanique et n'offrait pas des salaires élevés, ce qui alimenta le rêve américain d'une agriculture mécanique moderne.

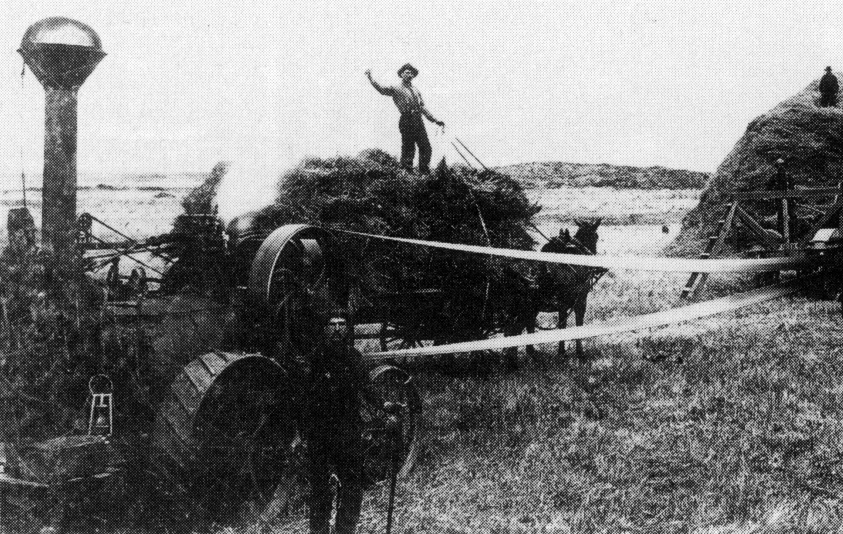
Batteuse à vapeur près de Hallock dans le Minnesota en 1882.

L'émigration suédoise vers les États-Unis atteint son apogée dans la période 1870-1900. La taille de la population suédo-américaine en 1865 est estimée à 25 000 personnes, un chiffre bientôt surpassé par l'immigration annuelle. En 1890, le recensement américain enregistre une population suédo-américaine de 850 000 personnes, avec une immigration atteignant un pic en 1869 puis à nouveau en 1887. La majeure partie d'entre eux s'installe dans le Nord du pays et sont des paysans ayant fui leur terre natale à cause des récoltes désastreuses attirés par les terres rendues bon marché par le Homestead Act de 1862. Beaucoup de ces immigrants étaient des pionniers défrichant et cultivant les terres vierges du Midwest et participant à l'expansion des colonies vers l'Ouest, au Kansas et au Nebraska. Une fois qu'un groupe de fermiers suédois avait formé une communauté assez importante, d'autres paysans émigraient pour les rejoindre. Les lettres expédiées d'Amérique vers la Suède aux amis et à la famille des migrants constituaient une preuve suffisante pour convaincre d'autres Suédois de venir à leur tour. À l'apogée de la migration, ces lettres pouvaient mener à une réaction en chaîne locale qui dépeuplait certaines paroisses suédoises, les communautés déjà fortement unies en Suède se reformant dans le Midwest.
D'autres facteurs poussèrent les nouveaux arrivants à s'installer dans les villes, particulièrement à Chicago. Ceux-ci étaient plus souvent jeunes et célibataires. Ayant peu d'argent et étant isolés, ils occupaient souvent le premier emploi qu'ils trouvaient en ville. Beaucoup d'entre eux avaient même été fermiers, et travaillaient en ville au moins jusqu'à ce qu'ils aient assez d'économies pour se marier et acheter leur propre ferme. Une proportion croissante resta néanmoins dans les centres urbains, l'émigration étant pour eux non seulement l'occasion de quitter leur pays, mais aussi de quitter la campagne.
Les jeunes femmes célibataires, un groupe que Barton considère comme particulièrement important, quittaient souvent leur ferme suédoise pour des emplois de servantes dans les villes américaines. Elles trouvaient du travail facilement, les servantes scandinaves étant particulièrement recherchées, et apprenaient la langue et les coutumes rapidement. Au contraire, les jeunes Suédois étaient souvent employés avec d'autres Suédois dans les usines et étaient plus communautaristes. Les jeunes femmes épousaient en général des Suédois, et apportaient au sein de leur couple tout l'enthousiasme qu'elles éprouvaient pour adopter les manières d'une « dame » et les raffinements de la classe moyenne américaine. Beaucoup de commentaires de la fin du XIXe siècle rapportèrent le raffinement et l'élégance que les jeunes fermières suédoises avaient acquis en quelques années, ainsi que leur adaptation aux habitudes et coutumes américaines.

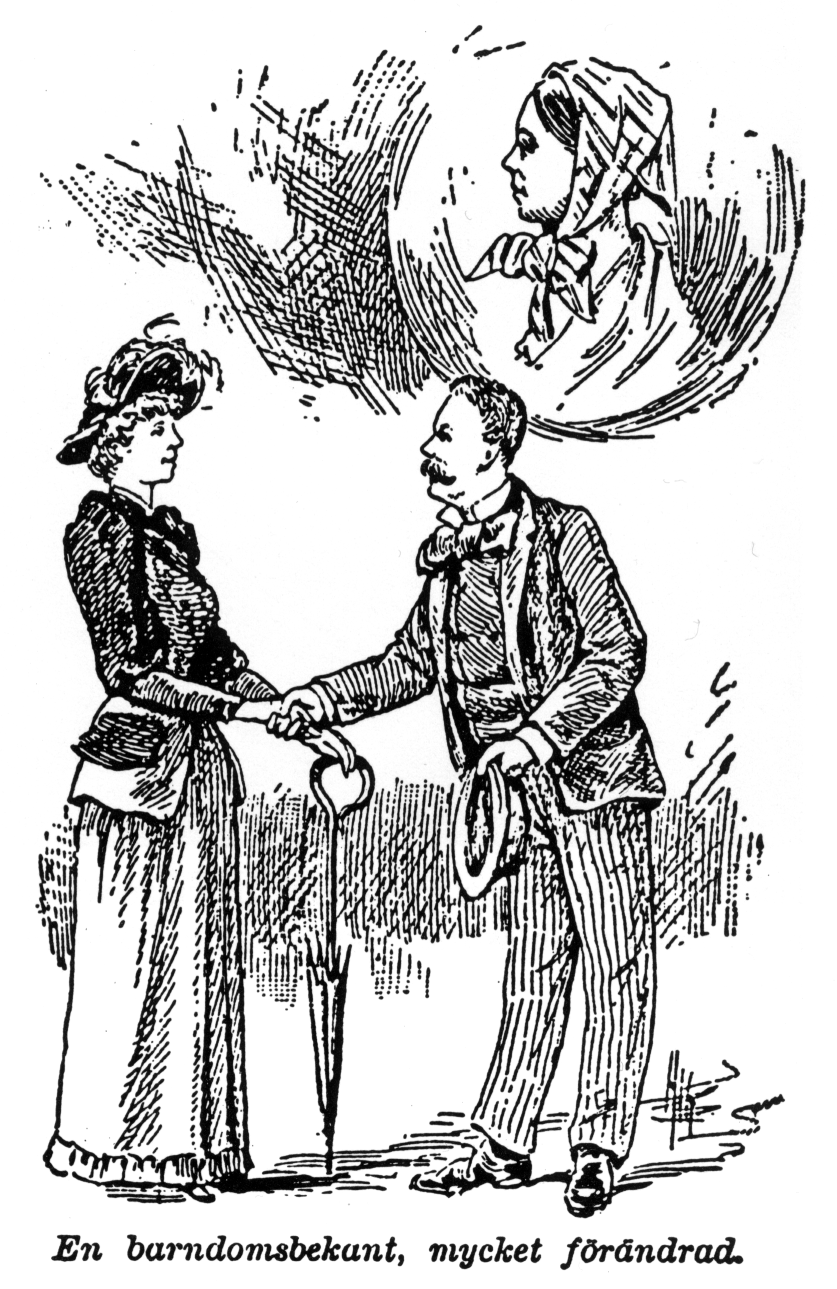
Une amie d'enfance a beaucoup changé : la rapide évolution vers le raffinement de la jeune paysanne suédoise en Amérique.

Les ouvriers suédois étaient généralement bien accueillis par les Américains, qui les qualifiaient souvent comme étant les « meilleurs immigrants ». On ne constate pas de nativisme anti-suédois significatif comme celui qui avait pu cibler les immigrants irlandais, allemands et surtout chinois. Le mode de vie suédois semblait plus proche : « Ce ne sont pas des marchands ambulants, des joueurs d'orgue, des mendiants ; ils ne vendent pas de vêtements de prêt-à-porter et ne sont pas non plus des prêteurs sur gage. » écrivait le missionnaire congrégationiste M. W. Montgomery en 1885, « ils ne trouvent pas refuge sous la bannière américaine pour introduire et promouvoir parmi nous […] le socialisme, le nihilisme, le communisme […] ils sont plus Américains que n'importe quel peuple étranger ».
Un certain nombre de Suédois installés depuis longtemps aux États-Unis visitèrent la Suède dans les années 1870, donnant un témoignage unique des différences culturelles de l'époque entre les deux pays. Des immigrants établis à Chicago firent le voyage pour passer leurs derniers jours dans leur contrée natale, mais changèrent d'avis lorsqu'ils prirent conscience de la réalité de la société suédoise du XIXe siècle. Ils se disaient mal à l'aise au sein de ce qu'ils décrivirent comme le snobisme social, l'alcoolisme généralisé et la vie religieuse superficielle de cette société ; ils décidèrent de retourner rapidement en Amérique. Le visiteur le plus notable fut Hans Mattson, un colon du Minnesota ayant émigré il y a longtemps avant de servir dans l'Armée de l'Union et d'occuper le poste de Secrétaire d'État du Minnesota. Il visita la Suède en 1868-69 dans le but de recruter des migrants pour le compte de la Minnesota Immigration Board, puis à nouveau dans les années 1870, cette fois au service de la Northern Pacific Railroad. Il perçut le snobisme social avec indignation, écrivant dans ses Réminiscences que ce contraste de classe était la clé de la grandeur de l'Amérique, où « le travailleur est respecté, alors que dans la plupart des autres pays, il est vu de haut et avec mépris ». Il fut sardoniquement amusé par la cérémonie royale d'un autre âge ouvrant le Riksdag : « Avec tout le respect que j'ai pour les vieilles coutumes suédoises, cette reconstitution historique est comparable avec le cirque américain — moins la ménagerie, bien sûr ».
La première visite de Mattson pour recruter des migrants survint immédiatement avec les saisons de disette agricole des années 1867 et 1868 et il se trouva « envahi par des gens qui voulait venir avec [lui] en Amérique ». Il nota que « Les classes moyennes et populaires avaient une idée plutôt juste de l'Amérique, et de l'avenir qui attendait les émigrants là-bas ; mais l'ignorance, les préjugés et la haine envers l'Amérique et tout ce qui pouvait s'y rapporter parmi l'aristocratie, et spécialement les politiciens, était impardonnable et ridicule. Ils prétendaient que tout était foutaise en Amérique, que c'était le paradis des crapules, des tricheurs et des vauriens, et que rien de bon ne pouvait en sortir ».
Un immigrant ayant visité la Suède plus récemment en 1885, Ernst Skarstedt, perçut la même impression d'arrogance et d'antiaméricanisme dans la classe dirigeante. Les classes populaires lui paraissaient cependant grossières et débauchées, buvant jusqu'à l'ivresse en public, parlant en un flot de jurons, faisant des blagues obscènes devant les femmes et les enfants. Skarstedt se sentit entouré par « l'arrogance d'un côté et l'obséquiosité de l'autre, un mépris manifeste pour les travailleurs, un désir d'apparaitre plus que ce qu'on était ». Il rapporte aussi le mépris pour la civilisation américaine parmi la classe aisée : « Si moi, en toute modestie, je disais quelque chose sur l'Amérique, on pouvait me répondre que cela ne pouvait être vrai ou que le sujet était mieux compris en Suède ».
L'émigration suédoise chuta drastiquement après 1890 tandis que les conditions de vie en Suède s'amélioraient. Le pays connut une industrialisation fulgurante durant la décennie 1890, les salaires augmentant en conséquence, principalement dans l'industrie minière, la sylviculture et l'agriculture. L'attraction des États-Unis déclina même plus brusquement que ne le firent les forces de répulsion en Suède car les meilleures terres arables avaient été occupées. La communauté suédo-américaine, qui n'augmentait plus mais se consolidait et s'enracinait, commença à devenir de plus en plus américaine et de moins en moins suédoise. L'aube du siècle suivant, cependant, verra un dernier bref sursaut migratoire.

## XXesiècle

### Commission parlementaire sur l'émigration (1907-1913)

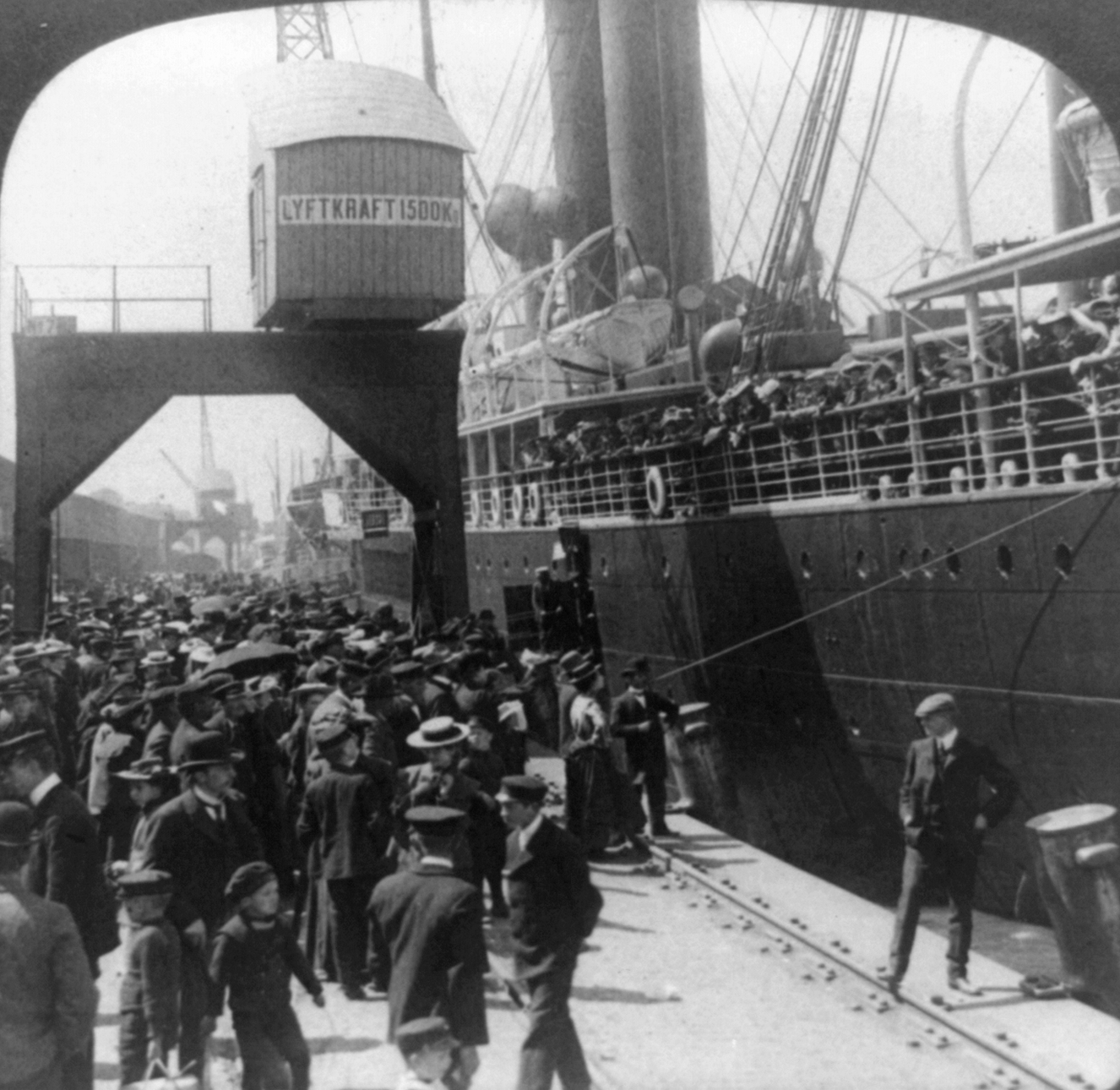
Émigrants suédois embarquant à Göteborg en 1905.

L'émigration augmenta à nouveau à l'aube du XXe siècle, atteignant un nouveau pic d'environ 35 000 personnes en 1903. Les chiffres restèrent élevés jusqu'à la Première Guerre mondiale, inquiétant les Suédois conservateurs qui voyaient dans l'émigration un danger pour la solidarité nationale, mais aussi les libéraux, qui craignaient désormais que la diminution de la force de travail ne ralentisse le développement économique.
Un Suédois sur cinq avait émigré vers l'Amérique, et une Commission parlementaire sur l'émigration fut mandatée en 1907 pour étudier la problématique. Remplissant la tâche avec ce que Barton nomme la « minutie caractéristique suédoise », la Commission publia ses conclusions et propositions en 21 volumes. Elle rejeta les propositions conservatrices d'une restriction légale de l'émigration et se rangea à l'idée libérale « d'importer les meilleurs côtés de l'Amérique en Suède » à travers des réformes économiques et sociales. Les réformes les plus urgentes concernaient le suffrage universel masculin, une meilleure qualité des logements et un développement économique général. La Commission espérait en particulier qu'une éducation populaire plus largement dispensée permettrait de compenser « les différences de classes et de castes »,.
L'inégalité de la société de classes suédoise était un thème fort et récurrent dans les découvertes de la Commission. Elle apparaissait également comme un sujet central dans les 289 lettres personnelles incluses dans le rapport. Ces documents furent écrits par des Suédois vivant au Canada et aux États-Unis en réponse à des demandes de témoignages faites dans les journaux suédo-américains. La grande majorité des réponses exprimait l'enthousiasme qu'ils éprouvaient dans leur nouveau pays et critiquait les conditions de vie en Suède. Les expériences amères du snobisme de classe qui régnait en Suède étaient restées sur le cœur de nombreux Suédois, même 40 ou 50 ans après avoir quitté le pays. Ils se rappelaient de la difficulté du travail, des salaires très faibles et de la grande pauvreté dans les campagnes suédoises. Une femme du Dakota du Nord écrivit comment dans sa paroisse natale du Värmland, elle avait dû gagner sa vie en travaillant à partir de 8 ans, commençant ses journées à quatre heures du matin et vivant de « hareng pourri et de pommes de terre, ne s'en servant que de petites quantités pour ne pas tomber malade ». Lorsqu'elle avait dix-sept ans, son frère émigré en Amérique lui envoya un billet prépayé pour les États-Unis et, pour elle, « l'heure de la liberté sonna »,.

### Fin de la migration suédoise
Un an après que la Commission publia son dernier volume, la Première Guerre mondiale éclata et bloqua presque totalement les flux migratoires. À partir des années 1920, il n'y avait plus d'émigration suédoise massive. L'influence de l'ambitieuse Commission sur l'émigration dans la résolution du problème reste encore débattue. Franklin D. Scott expliqua que la loi d'immigration Johnson-Reed en fut la cause réelle. Barton insiste plutôt sur l'introduction rapide des recommandations de la Commission, de l'industrialisation et d'une série de réformes sociales. Il maintient d'ailleurs que ses recherches « durent avoir un effet cumulatif important sur l'influence de la Suède et l'opinion publique sur le pays ».

## Les Suédo-Américains

### Une communauté encore importante dans le Midwest

Répartition de la population suédo-américaine en 2000 par comté, selon le recensement de 2000.

La population suédo-américaine se concentra principalement dans la région du Midwest. En 1910, 54 % des immigrants suédois et de leurs enfants vivaient dans le Midwest. Chicago était alors la « capitale » des Suédo-Américains, concentrant environ 10 % de la population (soit plus de 100 000 personnes), ce qui faisait d'elle la seconde ville suédoise dans le monde après Stockholm.
Se définissant à la fois comme Américains et Suédois, les membres de la communauté suédo-américaine conservaient une fascination pour leur terre d'origine. Les visites nostalgiques en Suède qui avaient commencé dans les années 1870 continuèrent au début du XXe siècle, et les récits de ces voyages formaient le fonds de commerce des éditeurs de livres suédo-américains. Les voyageurs avaient des sentiments différents sur le pays, mais se rejoignaient généralement sur l'indignation contre le système de classe suédois et le manque de respect envers les femmes.
Le recensement de 2000 révéla qu'environ quatre millions d'Américains se réclamaient d'origine suédoise.

### Mémoires des migrations

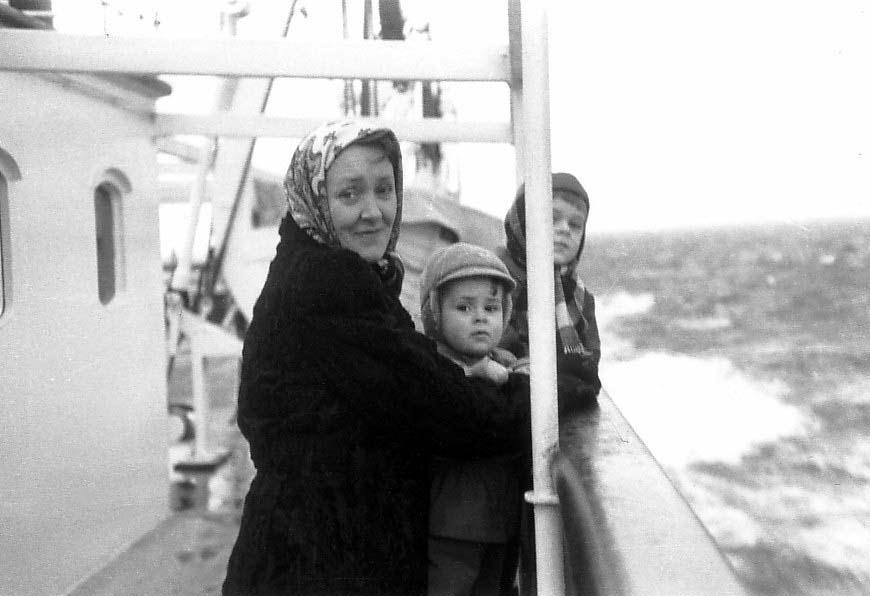
La chanteuse de musique folklorique Birgit Ridderstedt (ici sur un transatlantique voguant vers Portland) devint renommée parmi les Suédo-américains des années 1950, qui gardaient un intérêt pour la culture de leur pays d'origine. Photo de 1950.

La représentation artistique la plus célèbre des migrations massives des Suédois est La Saga des émigrants, une suite de romans de Vilhelm Moberg publiée en suédois de 1949 à 1959. Elle décrit l'installation aux États-Unis d'une famille de paysans du Småland. Les romans ont été vendus à près de deux millions d'exemplaires en Suède et ont été traduits dans plus de vingt langues dans le monde. La tétralogie a été adaptée au cinéma par Jan Troell en deux films : Les Émigrants (1971) et Le Nouveau Monde (1972). Elle a inspiré la comédie musicale Kristina från Duvemåla (en) écrite en 1995 par deux anciens membres d'ABBA, Benny Andersson et Björn Ulvaeus.
En Suède, la ville de Växjö dans le Småland abrite le Svenska Emigrantinstitutet (Institut suédois de l'émigration), créé en 1965 pour « préserver les enregistrements, interviews et les souvenirs concernant la période de l'émigration massive suédoise entre 1846 et 1930 ». L’Emigranternas Hus (Maison des émigrants) a été créée en 2004 à Göteborg, le principal port de l'émigration. Le centre propose des expositions sur la migration ainsi qu'un centre de recherche généalogique. Aux États-Unis en 2007, on comptait des centaines d'organisations suédo-américaines actives, toutes chapeautées par le Swedish Council of America. Il existe également des musées suédo-américains à Philadelphie, Minneapolis, Seattle et Chicago.